# Uemura Iemasa
Pour les articles homonymes, voir Uemura.
Uemura Iemasa est un nom japonais traditionnel ; le nom de famille (ou le nom d'école), Uemura, précède donc le prénom (ou le nom d'artiste).
Uemura Iemasa (植村 家政, 1589 - 16 décembre 1650) est page auprès de Tokugawa Hidetada en 1599. En 1608, il est nommé commandant ashigaru. En 1640, il participe au siège d'Osaka ce dont il est récompensé par le titre de  daimyo de Takatori (Nara) avec un revenu de 25 000 koku.

## Source de la traduction
- (en) Cet article est partiellement ou en totalité issu de l’article de Wikipédia en anglais intitulé « Uemura Iemasa » (voir la liste des auteurs).